# Julius d’Austria
Don Julius Caesar d’Austria, Markgraf von Österreich (* um 1586 in Prag; † 25. Juni 1609 in Krumau, heute Český Krumlov) war der uneheliche älteste Sohn von Kaiser Rudolf II. und seiner Geliebten Katharina Strada.

## Leben

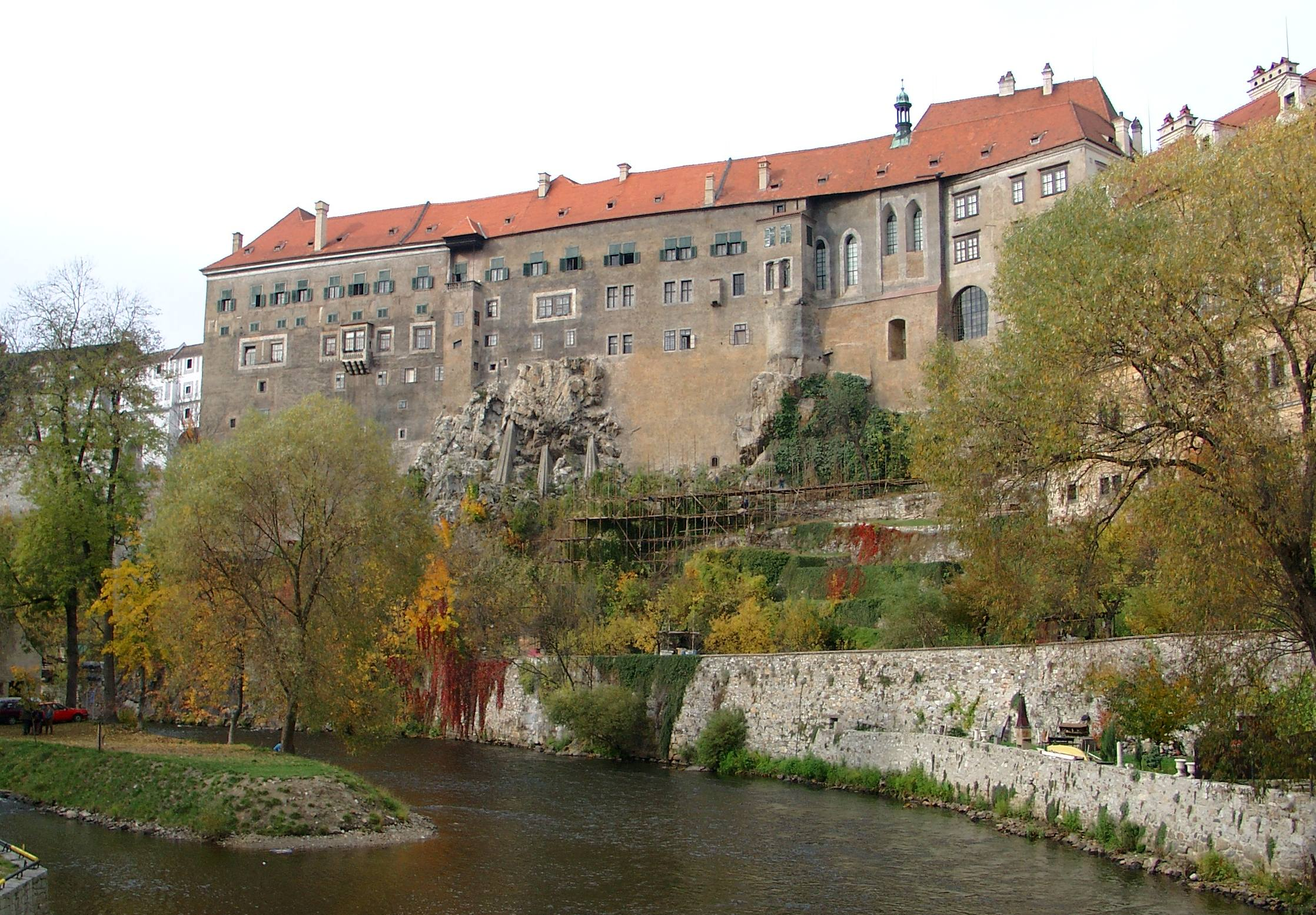
Schloss Krumau an der Moldau

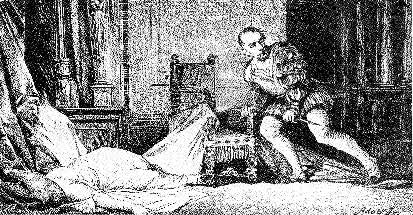
Don Julius Caesar nach der Ermordung seiner Geliebten Margarete Pichler (von Adolf Liebscher)

Die psychische Unausgeglichenheit des Vaters zeigte sich bei Don Julius in potenzierter Form. Der Kaiser wies ihm Schloss Krumau als Wohnsitz zu, das er 1601 von Peter Wok, dem letzten Rosenberger, erworben hatte. Don Julius kam 1605 erstmals nach Krumau und machte sich schnell einen Namen als Schürzenjäger.
Die 16-jährige Markéta (Margarete) Pichler, Tochter des Baders Zikmund (Sigmund) Pichler und seiner Gattin Lucia, wurde 1607 seine Geliebte. In einem Anfall von Tobsucht verletzte er Markéta mit Messerstichen schwerstens und stürzte die Totgeglaubte aus einem Schlossfenster. Sie überlebte, nach ihrer Genesung verlangte Don Julius ihre Rückkehr in sein Schloss. Als ihre Eltern sich weigerten, ließ er Markétas Vater fünf Wochen lang einsperren und drohte, ihn hängen zu lassen. Die verängstigte Mutter nahm Don Julius den Eid ab, ihrer Tochter nichts anzutun, bevor sie sie ihm am Faschingssonntag übergab.
Am folgenden Tag, Faschingsmontag 18. Februar 1608, ermordete er sie bestialisch und „schnitt ihr die Ohren ab, riss ein Auge aus den Höhlen, zerschmetterte Zähne und Schädel, sodass das Hirn heraustrat, zerlegte ihren Körper und verteilte ihn im Raum.“ Hierauf ließ ihn sein kaiserlicher Vater, selbst von Wahnsinnsanfällen geplagt, im Schloss Krumau gefangensetzen. Don Julius d’Austria hörte auf, sich körperlich zu pflegen, verwilderte völlig und raste gegen seine Umgebung. 1609 starb er an einem Geschwür im Hals und wurde im Minoritenkloster Krumau beigesetzt.